# Bliss (песня Tyla)
«Bliss» — песня южноафриканской певицы Tyla. Выпущенная 9 мая 2025 года лейблами FAX и Epic Records, это её первый сольный сингл с момента выхода её одноимённого дебютного студийного альбома (2024).

## Предыстория
Дебютный альбом Тайлы Tyla, выпущенный в 2024 году, включал такие хитовые синглы, как «Water» и «Truth or Dare», а «Water» получил первую премию Грэмми за лучшее африканское музыкальное исполнение. Позже в том же году было выпущено подарочное издание альбома, в которое вошёл трек «Push 2 Start». Кроме того, Тайла сотрудничала с K-pop-исполнителем Лисой Манобан над её дебютным альбомом Alter Ego, внося свой вклад в песню «When I’m with You».

## Релиз
Тайла записала свой сингл «Bliss» с продюсерами Ноланом Ламброза, Диланом Уиггинсом и NovaWav. Она предварительно прослушала трек до его релиза и впервые исполнила его вживую на фестивале Коачелла в предыдущем месяце. После релиза песня была описана как продолжение её фирменного облегающего, ритмичного поп-стиля. В марте 2025 года в интервью Billboard Тайла подтвердила, что работает над новым альбомом. Она отметила изменение в своём творческом направлении, заявив: «Я сильно изменилась за короткий промежуток времени, потому что мне пришлось быстро ко всему адаптироваться. Я не думаю, что это будет та же энергия [как у Тайлы], особенно с учётом того, что я начала делать. Это другое, но все ещё Тила».

## Композиция
Согласно Stereogum, «Bliss» — это «облегающий, физический поп-гимн», отражающий устоявшуюся музыкальную идентичность Тилы. В треке присутствуют нестандартные, амапианские ударные, которые резко контрастируют с её «мягкой» вокальной подачей. Это сопоставление привело к тому, что издание сравнило звучание со звучанием Алии, подчеркнув атмосферную и текстурную изысканность песни.

## Живые выступления
Тайла тизерила песню во время своего выступления на фестивале Коачелла 2025 в апреле 2025 года, где она также анонсировала неназванную песню и вживую дебютировала со своей версией «Show Me Love» с южноафриканским рэпером WizTheMc. Она завершила свой сет из 15 песен «Water» и пригласила неожиданного гостя Бекки Джи для совместного исполнения «On My Body». Тайла также собирается исполнить «Bliss» на музыкальном фестивале Governors Ball в Нью-Йорке, выйдя на сцену в пятницу мероприятия, которое пройдёт в парке Flushing Meadows Corona с 6 по 8 июня.

## Чарты

### Еженедельные чарты
| Чарт (2025)                       | Высшая позиция |
| --------------------------------- | -------------- |
| Япония (Billboard Japan)          | 7              |
| Новая Зеландия (RMNZ)             | 18             |
| Словакия (Rádio — Top 100)        | 68             |
| ЮАР (TOSAC)                       | 34             |
| Великобритания (OCC UK Afrobeats) | 4              |
| США (Hot R&B Songs, Billboard)    | 14             |
| США (Billboard Pop Airplay)       | 32             |
| США (Billboard Rhythmic)          | 18             |